# Раковина (фонтан, Петергоф)
Раковина — памятник архитектуры в Петергофе, фонтан в восточной части Нижнего парка, в Китайском саду Монплезира.
Фонтан создал фонтанный мастер Г. Штокмар по проектам Э. Л. Гана в 1865—1866 годах.

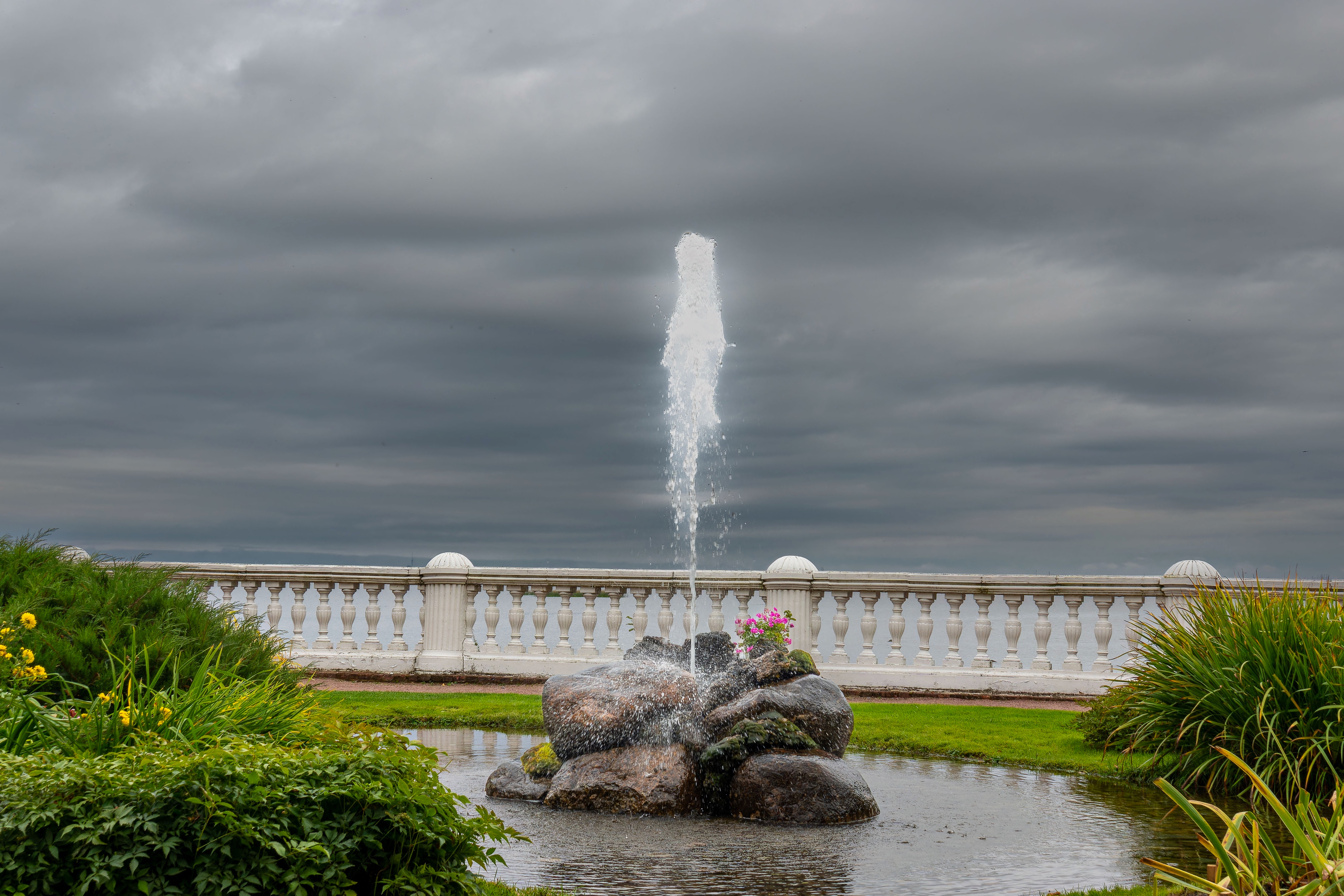
Струя в центре озерца

В центре китайского сада сделана горка, небольшой грот с аркой из туфа, из которого по двум раковинам в неглубокое озерцо льётся вода; в озерце сделан туфовый островок с бьющей из него струёй.
В 1914—1918 году фонтан сломался, восстановление прошло в 1956 году.